# Молдавские войны магнатов
Молдавские войны магнатов, также известные как Могиляды, относятся к периоду конца XVI и начала XVII века, когда магнаты из Речи Посполитой вмешивались в дела Молдавии, соперничая с Габсбургами и Османской империей за господство над княжеством.

## Войны магнатов (1593—1617)

### Причины
Ян Замойский, польский Великий коронный канцлер и воевода (великий коронный гетман), известный своей оппозицией к Габсбургам, были сторонником расширения Речи в южном направлении. С начала Замойский поддерживал планы короля Речи Посполитой Стефана Батория на войну против османов, рассматривая их как хорошую долгосрочную стратегию для Польши. Любая политика, которая была против османов, также поддерживалась Святым Престолом, и папа Сикст V решительно заявил о своей поддержке любой войны между Польшей и османами. Три сильных семьи магнатов из Речи Посполитой Потоцкие, Корецкие и Вишневецкие, были связаны с молдавским господарем (принц или воевода) Иеремией Мовила, и также после его смерти в 1606 году они поддерживали его потомков.

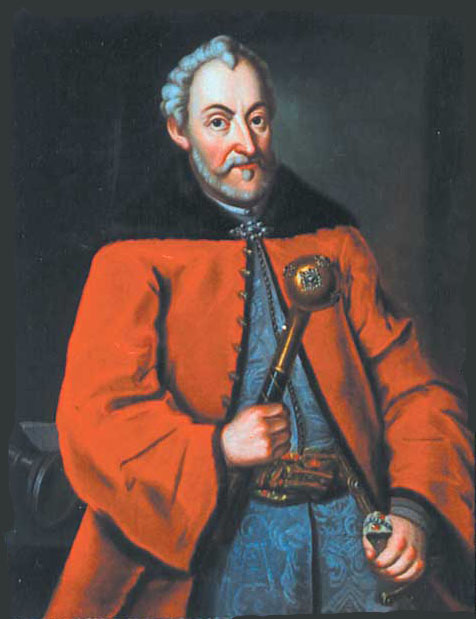
Канцлер Ян Запольский.

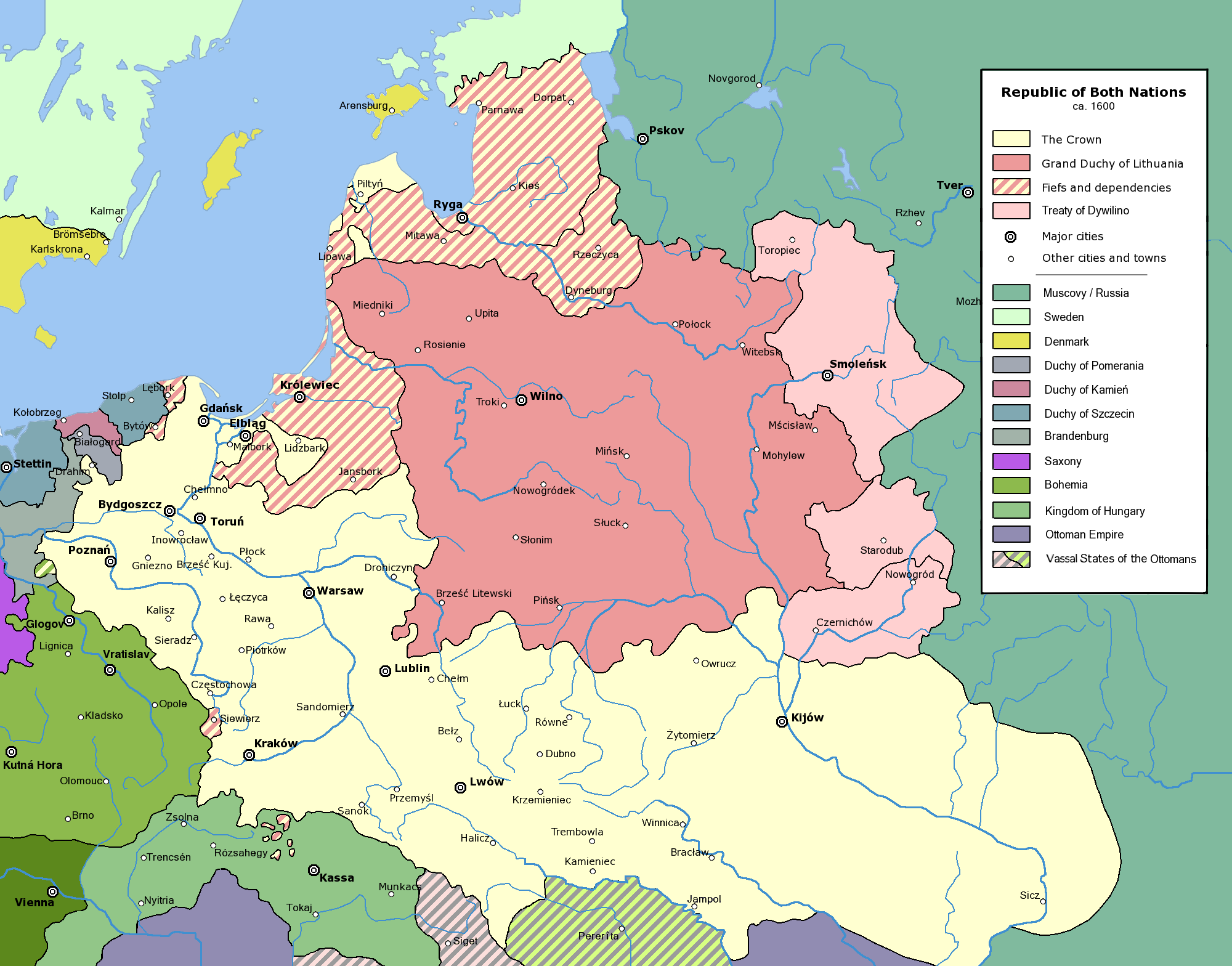
Речь Посполитая (около 1630).

Примерно в конце 16 века, отношения между Польшей и Османской империей, которые никогда не были слишком приятными, усугубляются растущим числом неподконтрольных действий украинских казаков из Запорожья (Украина). Сначала громятся города и стойбища ордынцев; но со второй половины 16 века, казаки начали набеги уже на территории, находящиеся непосредственно под османским владычеством. Целью казаков были стратегически важные татарские и турецкие твердыни, а также экономические центры — прибрежные города, в частности те, где имелись работорговые рынки (вроде Каффы). Первым чувствительным ударом по Османской империи со стороны запорожцев было уничтожение мощной крепости Синоп (вместе со всем османским военным черноморским флотом, там находившимся). А к 1615 году казаки даже сожгли несколько пригородов Константинополя, причём иногда выходили даже в Средиземное море, добираясь до Александрии. Во время этих походов города и крепости разорялись, уничтожались боевые корабли и гарнизоны. При каждом случае запорожцы освобождали из тюрем и каторг пленённых ордынцами невольников, которых, забрав с собой, отпускали на свободу. Эти походы носили преимущественно характер ответных кампаний, так как к тому времени татары, жившие под властью Османской империи, совершали набеги на земли Речи Посполитой (в первую очередь украинские), временами доходя до Замостья и даже Люблина, а на севере — до самого Вильно. Набеги носили грабительский характер: татары грабили и разрушали всё на своём пути, а население массово уводили в неволю, снабжая работорговлю Османской Империи. В разрушительном воздействии на экономику потенциальных противников был заинтересован султан, отвечая на возмущение польского короля, что, мол, не может удержать ордынцев от набегов, хотя на самом деле имел весьма ощутимые рычаги воздействия на вассальное Крымское ханство. В то же время сам султан требовал от правительства Речи Посполитой пресечь набеги казаков, угрожая войной (поскольку запорожские земли номинально подчинялись Речи Посполитой). Поляки, на самом деле будучи заинтересованы в ослабленнии украинскими казаками Османской Империи так же, как та — в разорении Речи Посполитой, выдавали грозные запреты казакам, но с реальными действиями не спешили, предпринимая их скорее для вида. К тому же, в отличие от Османской Империи, польское правительство действительно не могло эффективно контролировать Запорожье. Поэтому, хотя ряд договоров между Османской империей и Речью Посполитой неизменно обязывали обе стороны к пресечению деятельности казаков и татар, но это никогда не было реализовано по обе стороны границы. Однако после того, как казацкое влияние стало распространяться на земли украинских воеводств, и запорожцы начали защищать православную церковь от притеснений со стороны католиков, не на шутку встревоженные поляки вынудили их к договору, обязывающему ограничить военную активность. В частности, по нему казаки соглашались сжечь свой флот и остановить набеги на земли Османской империи и её вассалов (в первую очередь Крымского ханства). Тем не менее, казачьи лодки могли быть построены быстро, а образ жизни казака сам по себе требовал периодических походов за славой и добычей. Собственно, ведение полноценного хозяйства на территории Запорожья было и невозможным как раз таки из-за перманентной ордынской угрозы. Иногда казакам средства к существованию были просто необходимы. К тому же их стимулировали к походам Габсбурги с целью ослабить Османскую империю на границах (ради чего даже готовы были признать товарищество украинских казаков как отдельного члена Священной Лиги). Кроме того, после многих десятилетий пограничных столкновений и взаимных разграблений селений и деревень, у казаков и татар сложилась стойкая неприязнь. Казаки совершали рейды на османскую территорию и их вассалов вблизи Чёрного моря в ответ на почти ежегодные татарские набеги. Порочный круг хаоса и ответные удары часто превращали всю юго-восточную границу Польши в военную зону. Впрочем, в сохранении этой необжитой территории пустынной, трудной для преодоления большими регулярными армиями, были до поры до времени заинтересованы как Речь Посполитая, так и Османская империя.

### 1593—1595
В 1593 году началась война между Османской империей и Габсбургами. В 1594 очень мощный татарский рейд, в составе около 20 000—30 000 человек во главе с крымским ханом Гази II Герай разграбили Покутье и перешли через горные перевалы в Венгрию с целью грабежа земель Габсбургов. Польские войска собрались слишком поздно, чтобы перехватить их. Князь Трансильвании Жигмонд Батори, племянник прежнего польского короля Стефана Батория, укрепил влияние Габсбургов в Молдавии после возведения Стефана Развана на молдавский престол. Стефан Разван был цыганом из Валахии, женившимся на молдавской дворянке (его история легла в основу пьесы 19-го века румынского писателя и историка Богдана Петричейку-Хашдеу).
Пропольский господарь тяготел в основном к Порте, в то время как Польша была против Габсбургов или нейтральной. Поэтому, когда император Рудольф II получил контроль над Молдавией, Трансильванией и начал поддерживать Михая Храброго, князя Валахии, то турки стали выглядеть не слишком благоприятно на фоне вмешательства в Польшу.
В 1595 году Замойский, убеждённый молдавскими беженцами, решил вмешаться. Польские силы (около 7 000—8 000 солдат) под командованием гетмана Яна Замойского перешли Днестр, и пока трансильванские войска отступили в свою область, разгромили местное ополчение и подкрепление турок-османов. После чего возвели Иеремию Могилу на молдавский престол в качестве вассала Речи Посполитой. Это было расценено многими как очень опасный шаг, потому что турки готовились к возведению своего кандидата на молдавский престол. Замойский связался с великим визирем Синан-пашой и провел переговоры с губернатором Османской империи в форте Тягинь (возле реки Днепр), убедив их в мирных намерениях, а также, что он не хочет воевать с Османской империей. Тем не менее, крымский хан, Гази II Герай, отреагировал и вступил в Молдавию с 20 000 солдат (но без пушек и с небольшим количеством янычар). Укрепленный лагерь Замойского возле Цуцоры на реке Прут выдержал три дня осады (17-20 октября), и ему удалось получить договор с Османской империей, которая признала Иеремию как господаря. Молдавия стала вассалом Польши и обязалась выплачивать дань в Стамбул в то же время (это известно как кондоминиум — совместное владение территории в соответствии с правилами двух суверенных полномочий). Не довольствуясь этим, предыдущий господарь Стефан Разван вторгся в Молдавию, но его войска были разгромлены Замойским, а Разван был посажен на кол Иеремией Могила.

### 1599—1601

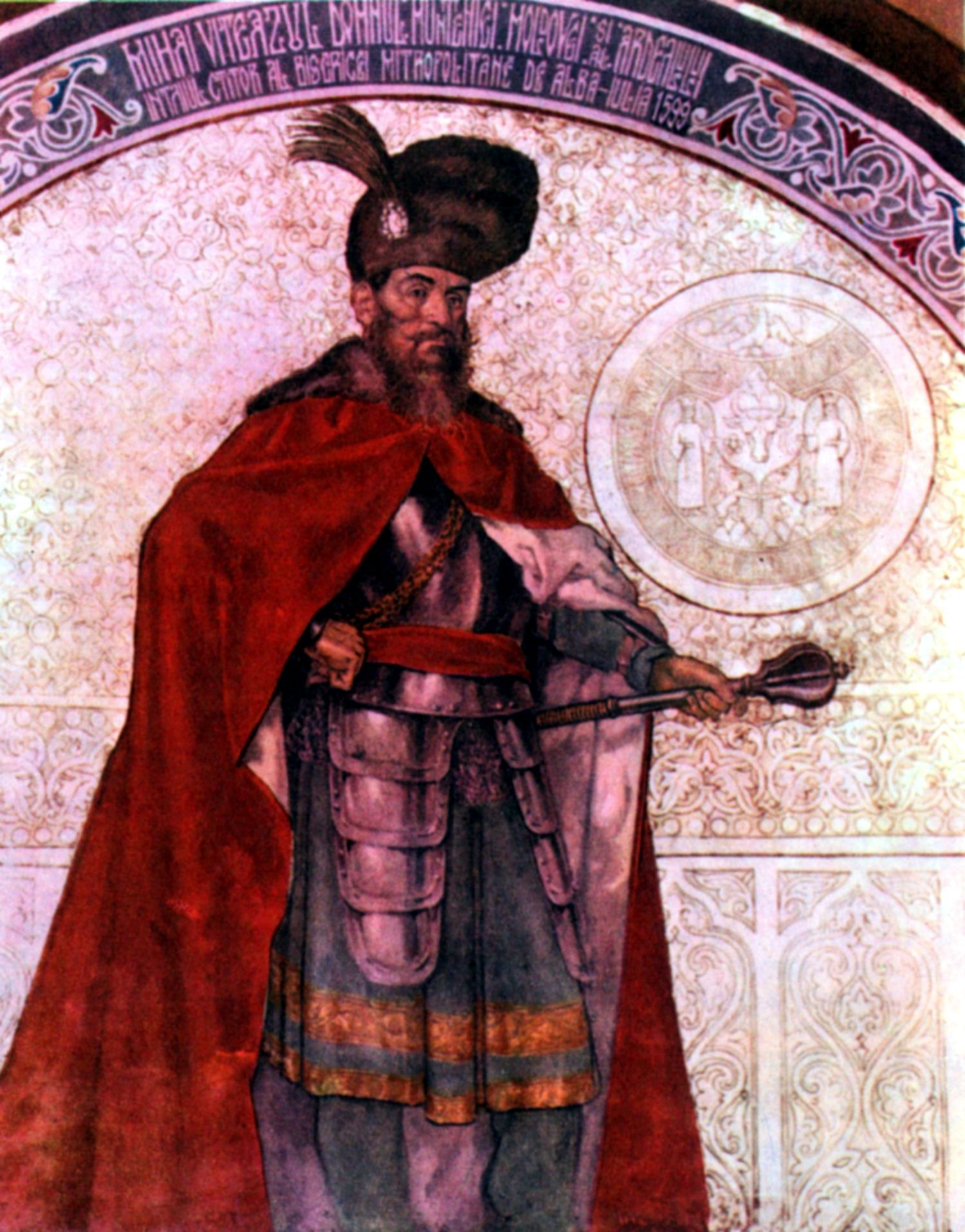
Михай Храбрый, Воевода Валлахии, Трансильвании и Молдавии.

В 1599 году Михай Храбрый, желая объединить Валахию, Молдавию и Трансильванию, победил правителя Трансильвании, кардинала Андрея Батория, который погиб при попытке скрыться после битвы, и закрепил под собой Трансильванию. Позже, Михай победил Иеремию Могилу и взял под контроль почти всю Молдавию, за исключением Хотина (крепость и город на правом берегу Днестра), которые остались в польских руках. Михай использовать титул воеводы Валахии, Трансильвании и Молдавии в первый раз в мае 1600 года. Он пытался получить признание от императора Рудольфа II, предложил свою вассальную зависимость от Польши и в организованной антитурецкой лиге. После того, как король Сигизмунд III Ваза отказался, Михай послал свои войска, чтобы присоединить к себе Покутье (так как молдаване утверждают, что это их область), но польский гетман Станислав Жолкевский оказал им сопротивление.

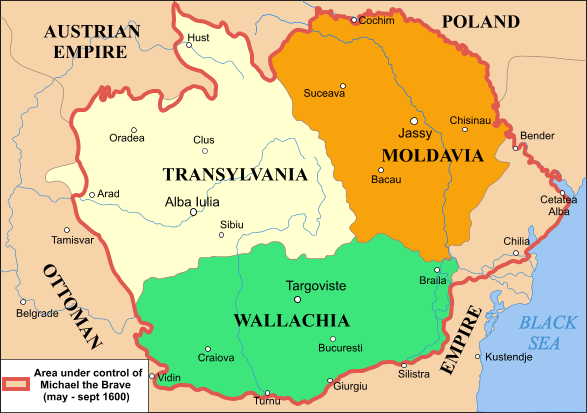
Три княжества и территории объединённые при Михае.

 В 1600 году Замойский и гетман Ян Кароль Ходкевич собрали войска и вернулись в Молдавию, где они стали бороться с Михаем. Замойский победил Михая Храброго под Буковой в Валахии (Битва у реки Телижан вблизи Плоешти), восстановил Иеремию Могилу на престоле, и помог его брату Симиону Могиле получить трон в Бухаресте, таким образом, временно он расширил сферу влияния Речи Посполитой на юг вплоть до Дуная. В то же время, Михай Храбрый отправился в Вену, просить помощь императора, в обмен на помощь Габсбургам против Османской империи и императорского влияние на Молдавию. Император обещал помочь и в 1601 году послал войско во главе с Георгио Баста, который должен был сопровождать Михая на обратном пути. По прибытии в Трансильванию, после совместной победы при Гуруслэу против князя Трансильвании Жигмонда Батори, генерал Баста убил Михая Храброго ночью на поле Кымпия-Турзи (к югу от Клужа), и стал способствовать введению Трансильвании под власть императора.
Капитан Джон Смит, известный лидер первых поселенцев Джеймстауна и истории Покахонтас, служил у Жигмунда Батория в качестве наемника. Смит был взят в плен и продан крымскотатарским работорговцам. Позже он бежал в Польшу, прежде чем вернуться в Англию, откуда он отправился в Америку в 1607 году.
Речь Посполитая не смогла извлечь выгоду из своих завоеваний, так как началась польско-шведская война и большинство сил Польши были крайне необходимы для защиты Ливонии. Год спустя, турки изгнали Симиона Могилу и возвели на валашский престол Раду Сербан. Польше удалось сохранить контроль над Молдавией, и только Габсбурги ничего не получили. Они потеряли контроль над всеми их бывшими владениями в регионе. Однако, Габсбургско-Османский конфликт за господство в регионе Румынии шёл уже несколько десятилетий, и только набирал ход. Габсбургское вмешательство в войны магнатов составили всего лишь эпизод трёхвекового противостояния, известный как Долгая война, и на время оставил турок-османов и Габсбургов на равных.

### 1607—1613

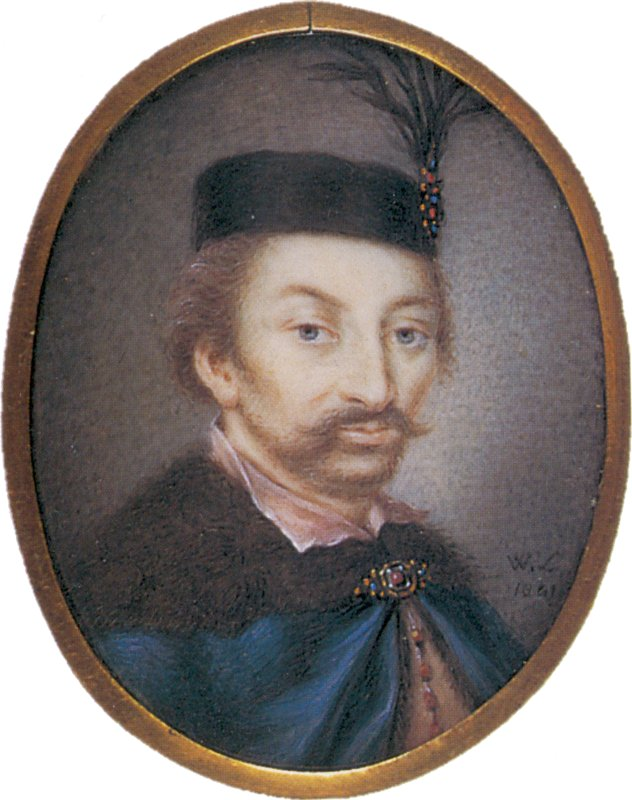
Гетман Станислав Жолкевский.

Иеремия Могила умер в 1606 году. В 1607 Стефан Потоцкий посадил на молдавский трон сына Иеремии Константина Могилу. Однако, Стефан Потоцкий был одним из прогабсбургски настроенных магнатов, а Габриэль Баторий (правитель Трансильвании) был настроен против Габсбургов, в силу чего в 1611 году он изгнал Константина Могилу. Молдавский трон достался Стефану Томжа.
Вторая интервенция Стефана Потоцкого (при молчаливом содействии Сигизмунда III, но против воли сейма и сената) в 1612 году закончилась полным провалом. Семитысячная армия Потоцкого потерпела поражение 19 июля в битве у Сазового Рога (около Штефанешти) от войск Томжи и хана Темира из Буджакской Орды. Стефан Потоцкий и Константин Могила закончили свою жизнь в неволе в Стамбуле. Гетман Жолкевский без сражения сумел остановить набеги татар, и между ним от лица Польши и Томжей был подписан договор в октябре 1612 в Хотине. Томжа заверил его в дружбе, согласился уладить конфликт между Османской империей и Речью Посполитой и поклялся в верности польскому королю.
В 1613 году Сигизмунд, рассчитывая на поддержку Габсбургов в своём восстановлении на шведский престол, де-факто подписал с ними оборонительный договор против турок, из-за чего Польша в дальнейшем оказалась во вражеском лагере с точки зрения Османской империи. Гетман Станислав Жолкевский, продемонстрировав силу, способствовал нахождению компромисса между молдаванами и турками, которые согласились принять договор, подписанный в 1612 году со Стефаном Томжей в Хотине.

### 1614—1617
В 1614 году султан Ахмед I написал Сигизмунду III, что он посылает Ахмед Пашу наказать «тех бандитов», как бы подчёркивая, что это не жест враждебности по отношению к Польше, и он попросил короля не принимать беглецов. В то же время Ахмед Паша пишет гетману Жолкевскому письмо с просьбой о сотрудничестве. Жолкевский ответил, что он уже сделал много для того, чтобы обуздать казаков, и что большинство из набегов на земли Османской империи осуществляются не запорожскими казаками Речи Посполитой, а донскими казаками (подчинённые Русскому Царству). Войска Жолкевского провели еще одну демонстрацию силы, но Ахмед Паша не пытался пересечь границу и остался на строительстве новых укреплений в районе Очакова в целях предотвращения будущих рейдов.
В 1615 году вдова Иеремия Могилы и князья Михаил Вишневецкий и Самуил Корецкий организовали третью интервенцию, на этот раз против желания короля Сигизмунда. Их войска состояли из собственных подразделений, наёмников, казаков и молдаван, верных Могиле. Томжу изгнали и на трон возвели несовершеннолетнего Александра Могилу. Но дело на этом не закончилось, в августе 1616 Искандер Паша, бейлербей Боснии, победил на памятном месте в Сазовом Роге. В конечном счёте, Самуил Корецкий и семья Могила были заключены в тюрьму в Стамбуле, Вишневецкий умер до заключения. Корецкому в той битве удалось избежать плена, но его захватили после поражения в битве Цецорской битве в 1620 году, а затем он был задушен, находясь под стражей.
Опять же в 1616 году, Стефану Жолкевскому удалось охладить напряженность, демонстрируя боевую готовность польских войск, и подписанием нового соглашения с новым господарем, Раду Михня, в Брахе. Он обещал посредничество молдаванам при улаживании конфликта между Османской империей и Речью Посполитой. Раду Михня поклялся в верности польскому королю и обещал не допустить перехода татар через его территорию. Однако, северная и восточная войны со Швецией и Российским государством отвлекли внимание Польши и полностью отвлекли на себя её военные силы. В 1617 году, после очередной волны рейдов казаков, султан послал большие силы во главе с Искандером Пашой к польским границам. Армия состояла из янычар, татар и вассальных войск из Трансильвании, Молдавии и Валахии численностью до 40 тысяч. Жолкевский встретил их возле Бужи (на реке Ярунга), но ни одна из сторон не приняла решения об атаке. Искандер паша начал обмен письмами с Жолкевским. Жолкевский имел в основном войска шляхты, но не казаков, так как Польша была втянута в войну с Российским государством и попутно отражала шведское вторжение в Ливонию, а Османская империя в то же время были в состоянии войны с Персией. Жолкевский был вынужден отказаться от всех польских претензий на Молдавию, подписав с Искандером договор в Буже (также известный как «договор Ярунга»). Договор заявлял, что Польша не будет вмешиваться во внутренние дела вассалов Османской империи в Трансильвании, Молдавии и Валахии, Речь Посполитая обязалась предотвратить набеги казаков на земли Османской империи, но сохраняют Хотин. В свою очередь, турки обещали прекратить набеги татар.

## Прелюдия к следующему конфликту (1618—1620)

### 1618
Однако, некоторые из положений договора не были никогда выполнены. Татарские набеги возобновились в 1618 (или даже 1617), а командиры Добруджи и Буджакской Орды покинули лагерь Искандера паши в ходе переговоров. Вначале Жолкевский не разделял силы, и татары занимались грабежами беззащитных районов, но он встретил силы Искандера паши возле Каменец-Подольского. 28 сентября 1618 на обратном пути он понёс тяжелые потери. В 1617 и 1619 Жолкевский вынудил казаков подписать новые соглашения («умова ольшанецка» и «бяло-церкевна»). Лодки вновь должны были быть сожжены, а походы запрещены. В обмен, реестровое казачество расширялось, и увеличивалась ежегодная субсидия для казаков из короны. Тем не менее, казачьи рейды не прекратились, тем более что их поддерживали из Москвы. В июле 1618, после многих предупреждений Польше, молодой и амбициозный султан Осман II отправил письмо королю Сигизмунду III с угрозой новой войны и сжиганием Кракова. Поскольку турки были вовлечены в широкомасштабную войну с Персией, это было не более, чем временное предупреждение. Однако, Осман запланировал войну против Польши, чтобы компенсировать тяжелые потери, понесенные в Персии, где, в ходе Османо-персидских войн в 1603—1611 и 1617—1618/1619, турки потеряли Кавказ.

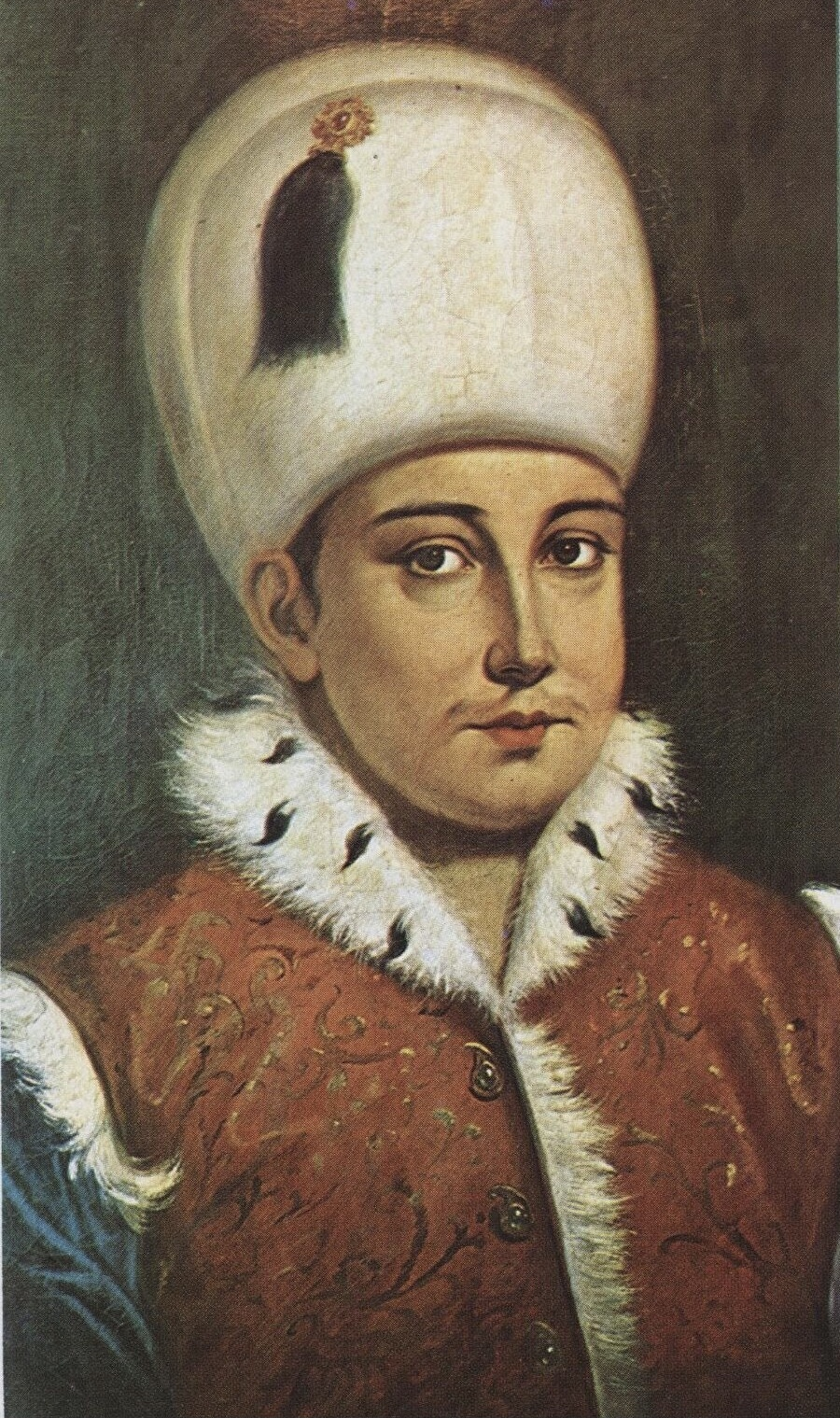
Султан Осман II.

В 1618 году началась Тридцатилетняя война. Чешские протестанты получили поддержку немецких и венгерских единоверцев. После венгры запросили помощь князя Трансильвании Габриэля Бетлена, который ответил и заявил о своем желании объединить Трансильванию с Венгрией. Бетлен был назначен на должность правителя после того, как султан сместил Габриэля Батория (приказ по войскам, Искандер Паша, 1613). Он был против поляков и был верным вассалом Османской империи, а также стремился распространить свою власть на Моравию, Богемию и Силезию. Польский гетман Жолкевский предупреждал Бетлена против присоединения к протестантской стороне и обещал помощь против Османской империи, однако Бетлен ответил, что уже слишком поздно менять пристрастия. Когда Габриэль Бетлен вступил в войну на стороне протестантов, он осадил Вену, и угрожал распространить трансильванский вассалитет (Османское влияние) в Чехии и Силезии.

### 1619—1620
Польские дворяне (шляхта) поддержали чехов (по крайней мере устно), потому что борьба чешских и венгерских дворян рассматривалась как борьба «свободного» дворянства против абсолютных монархов. Знать решила не бороться с протестантами, и Сейм даже запретил Сигизмунду III отправлять польские вооруженные силы для оказания помощи Габсбургам. Тем не менее, король Польши, Сигизмунд, был набожным приверженцем Римско-католической церкви и долгое время поддерживал Габсбургов. Кроме того, некоторые из польских магнатов и шляхты надеялись вернуть некоторые части Силезии в обмен на помощь Габсбургам. В ходе переговоров с сын Сигизмунда, князь Владислав IV Ваза, совершил путешествие в Силезию в середине 1619. Император Священной Римской империи Фердинанд II обещал разрешить временную оккупацию части Силезии поляками, с возможностью включения этих областей в состав Польши позже. Некоторые из Пяст (старая польская династия), герцоги Силезии, также поддерживали возвращение своих земель к польской короне, особенно с учетом привлекательной политики религиозной терпимости Речи Посполитой, а также с учётом того факта, что в польских западных регионах жизнь была довольно мирной и безопасной в течение длительного времени.
Сигизмунд III принял решение помочь Габсбургам и в частном порядке нанял группу наёмников под названием Лисовчики, которые остались без работы после окончания войны с Русским Царством и теперь грабили и терроризировали всю Литву. Сигизмунд послал Лисовчиков на помощь Габсбургам в конце 1619 года. В конце концов, Фердинанд не согласился на многие уступки в Силезии, и всего лишь сделал принца Кароля Фердинанда (брата Владислава) епископом Вроцлава. Также Габсбурги не представили помощь против Османской империи. Лисовчики раздробили трансильванские силы во главе с Ежи Ракоци при Заваде и Гумиене (13 ноября или 21-24, источники не сходятся в одной дате) и началось мародерство, грабежи, убийства даже детей и собак (как пишет современный историк), они сожгли Восточную Словакию, тем самым вынуждая Бетлена снять осаду Вены и попытаться спасти собственную землю. Позже, от Лисовчиков страдает Силезия и Богемия, а также они приняли участие в битве на Белой горе.
Правителем Молдавии стал другой вассал султана, господарь хорватского происхождения, Гаспар Грациани. Он решил, что лучше быть под властью Польши и начал переговоры с польским королём, обещая дать 25 000 солдат. Польский посланник в Стамбуле, прибывший в апреле 1620 года был встречен очень холодно. Позже в ходе набега казаки спалили пригород Стамбула, что не способствовало теплоте отношений.
Габсбурги не постеснялись воспользоваться ситуацией и отказать в ранее заявленных уступках Сигизмунду. Представители Габсбургов активно работали против нового договора между Речью Посполитой и Османской империей, поскольку знали, что любой польско-османский конфликт означает меньше проблем для себя. Эта интрига, в сочетании с раздражением турок в отношении прогабсбургских действий поляков, а также постоянные попытки некоторых польских магнатов получить влияние в Молдавии, неизбежно вели к новой войне. В Польше, король и гетманы преувеличили опасность в целях привлечения большего количества войск и повышения налогов для армии. Однако, дворяне, размышляя о причинах походов, не доверяли таким мерам, и не были уверены в необходимости подъёма налогов для армии. Дворяне часто срывали инициативы короля, даже если они были в интересах страны в целом (в том числе и их собственных долгосрочных целей), становились подозрительными в отношении любого повышения власти короля, предполагая потенциальное сокращение своих привилегий. При возникновении альтернатив, дворяне всегда отдавали предпочтение сохранению статус-кво в отношениях между королём и дворянством.
Некоторые историки полагают, что король Сигизмунд решил вмешаться в Молдавию из-за внутренних проблем в Польше, вызванных главным образом отправкой наёмников Лисовчики на сторону Габсбургов и их поведение во время войны. Другие указывают, что некоторые дворяне угрожали вооруженным восстанием, а в случае успешного вторжения в Молдавию король мог бы увеличить свою власть и власть гетмана, сосредоточив внимание дворян на внешних, а не внутренних проблемах. Кроме того, гетман Жолкевский, предвидя столкновение с Османской империей, предпочитал удовлетворять запросы своей армии за счёт территории иностранных государств.
В ретроспективе, на этот раз дворяне были правы по поводу отсутствия опасности, поскольку ни татары, ни турки не проявляли активности в 1620 году. Хотя султан действительно планировал поход в Польшу в 1621 году, он собирался совершить его с небольшим контингентом. Тем не менее, можно утверждать, что постоянная политика пренебрежения ради военных целей будет дорого стоить Речи Посполитой в ближайшие десятилетия.

## Цецорская битва и её последствия (1620—1621)
Следующий этап конфликта между Речью Посполитой и Османской империй начался в 1620 году: казаки сожгли Варну, что послужило последней искрой. Новый молодой султан Осман II заключил мир с Персией и пообещал сжечь землю Польши и «воду для их лошадей в Балтийском море». Силы Жолкевского вошли в глубь Молдавии и нанесли удар по османам прежде, чем они оказались готовы, но в то время большой корпус турецких сил уже входил в Молдавию, чтобы сместить господаря Грациани.
В начале сентября 1620 гетман Жолкевский и его протеже, будущий гетман Станислав Конецпольский, собрали 8 000 человек и отправились на юг. Однако, вклад Грациани составил всего 600 человек. В битве при Цецоре (с 18 сентября по 6 октября 1620 года) на реке Прут, Жолкевский встретил армию Искандера Паши в составе 22 000 человек и выдержал несколько атак в сентябре 1620 года. 29 сентября он приказал отступать, и в течение 8 трудных дней сохранял дисциплину в войсках, несмотря на атаки противника. При приближении к польской границе в порядках армии началось смешение, и его силы распались. Турки атаковали и уничтожили большую часть польской армии. Жолкевский был убит, а его голова отправлена к султану как трофей. Конецпольский был взят в плен.
В следующем 1621 году, армия из 100 000—160 000 турок во главе с султаном Османом II проделала путь от Адрианополя к польской границе, но поражение при Цецоре вынудило Польшу мобилизовать большую армию (около 25 000 поляков и 20 000 казаков) в ответ. Гетман Ходкевич пересёк Днестр в сентябре 1621 и окопался в крепости Хотин на пути продвижения турецких сил. Целый месяц (со 2 сентября по 9 октября) у крепости продолжалось противостояние между гетманом и султаном, вплоть до первого осеннего снега. Потеря султаном в армии около 40 000 солдат вынудили снять осаду. Однако, победа обошлась дорого и Польше. За несколько дней до снятия осады Ходкевич умер от истощения в крепости 24 сентября 1621. После его смерти польские войска возглавил Станислав Любомирский.
Ходкевич оказался не единственной жертвой этого конфликта, за поражение пришлось заплатить и султану. После поражения и последующего отступления турецкой армии, и учитывая ряд внутренних событий, всё вместе вызвало восстание янычар в 1622 году, в ходе которого Осман II был убит.
Почётный мир (хотинский договор) подтвердил договорённости достигнутые в Буже, и на время польско-турецкая граница погрузилась в тишину, вплоть до польско-турецкой войны (1633—1634).